# Ytterby
Kopalnia Ytterby (szw. Ytterby gruva) – nieczynna kopalnia położona w południowo-wschodniej części szwedzkiej wyspy i miejscowości (tätortu) Resarö, ok. 2 km na północ od Vaxholmu, w Archipelagu Sztokholmskim.
W kopalni Ytterby wydobyto wiele rzadkich minerałów, m.in. gadolinit (daw. iterbit), w którym odkryto 4 nowe pierwiastki chemiczne, nazwane itr, iterb, terb i erb dla upamiętnienia ich pochodzenia.
Z kopalnią Ytterby mają związek jeszcze trzy inne pierwiastki: gadolin (nazwany tak, gdyż jego linie spektralne zostały po raz pierwszy zaobserwowane w gadolinicie), holm (nazwany tak od łacińskiej nazwy Sztokholmu) i tul (od Thule, starożytnego określenia krajów skandynawskich).

## Historia

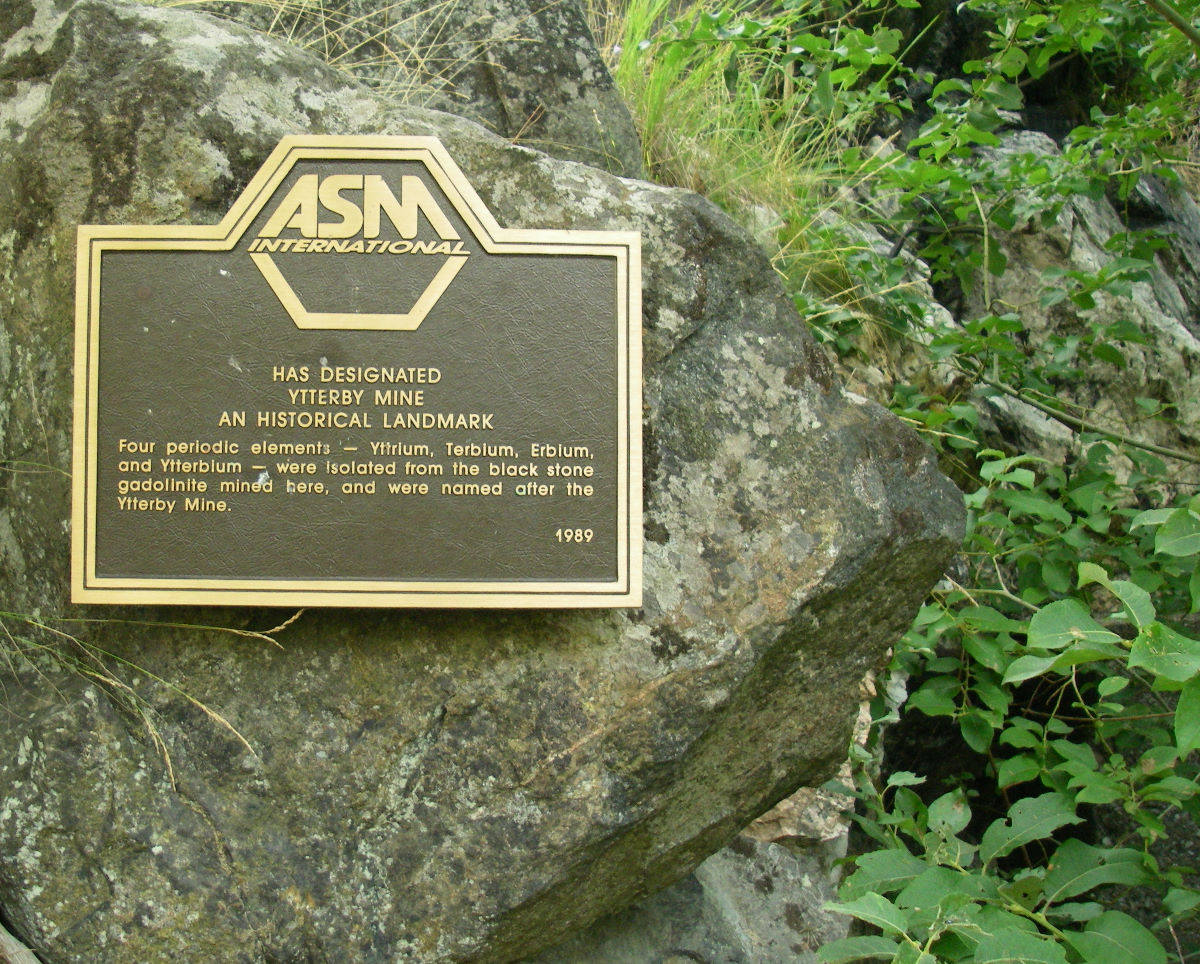
Tablica pamiątkowa na terenie kopalni informująca o wyizolowaniu z pochodzącego stąd gadolinitu 4 nowych pierwiastków

Wydobycie kwarcu na wyspie Resarö rozpoczęto w XVII w. Surowiec wykorzystywano na potrzeby położonych w północnym Uppland zakładów metalurgicznych. Pod koniec XVIII w. rozpoczęto także wydobycie skalenia, wykorzystywanego do produkcji szkła i porcelany m.in. w zakładach Rörstrands Porslinfabrik w Sztokholmie i w założonych w 1825 r. zakładach w Gustavsbergu, a także w zakładach w Szczecinie. Wydobyty surowiec transportowano do pobliskiej przystani (Ytterby brygga), skąd po przeładunku był on przewożony drogą wodną do miejsc przeznaczenia.
Ok. 1900 r. kopalnia zatrudniała 47 pracowników. W 1933 r. została zamknięta. W późniejszym okresie nieczynną kopalnię wraz z otaczającym ją gruntem przejęło państwo. Szybu kopalni, o głębokości ok. 170 m, używano do składowania paliwa. Od 1976 r. najbliższa okolica kopalni znajduje się pod ochroną. Wejście do szybu kopalni zostało zablokowane.

## Znaczenie Ytterby w historii chemii
W 1787 r. chemik i geolog-amator, Carl Axel Arrhenius, wówczas porucznik artylerii służący w twierdzy Vaxholm, przeszukując składowisko odpadów z kopalni natrafił na nieznaną mu skałę. Jej próbki przesłał do dalszej analizy do działającego przy Akademii Królewskiej w Åbo (Kungliga Akademien i Åbo) uczonego Johana Gadolina. Po przeprowadzeniu szczegółowych badaniach minerału, zakończonych w 1794 r., Johan Gadolin wykrył nieznaną dotąd substancję chemiczną. Minerał nazwano iterbitem. Z czasem, na cześć Johana Gadolina, nazwa minerału została zmieniona na gadolinit.
W 1989 r. kopalnia Ytterby została wyróżniona przez ASM International (American Society of Metals) jako miejsce o szczególnym znaczeniu dla rozwoju metalurgii, co zostało upamiętnione specjalną tablicą pamiątkową, usytuowaną w pobliżu zablokowanego wejścia do szybu kopalni.